# Documento
Un documento (del latín, documentum, y este de docere, "enseñar, instruir), en un sentido muy amplio y genérico, es «una expresión del pensamiento por medio de signos gráficos sobre un soporte», un testimonio material de un hecho o acto realizado en funciones por instituciones o personas físicas, jurídicas, públicas o privadas, registrado en una unidad de información en cualquier tipo de soporte (papel, cintas, discos magnéticos, fotografías, etc.) en lengua natural o convencional. Es el testimonio de una actividad humana fijada en un soporte, dando lugar a una fuente archivística, arqueológica, audiovisual, entre otras.

## Diplomática
Equivalente a diploma, carta u otro escrito «que ilustra acerca de algún hecho, principalmente histórico», es también cualquier «testimonio escrito sobre un hecho de naturaleza jurídica, redactado con arreglo a ciertas formalidades destinadas a conferirle autoridad, fe y fuerza probatoria». Se le llama también documento diplomático matizando este carácter.

## Archivística
En una línea análoga, el Diccionario de Terminología Archivística elaborado en 1993 por la Dirección de Archivos Estatales Españoles lo define de esta manera: “Un documento de archivo es el testimonio material de un hecho o acto realizado en el ejercicio de sus funciones por personas físicas o jurídicas, públicas o privadas, de acuerdo con unas características de tipo material y formal”añadiendo que es susceptible de ser conservado para su uso «con fines de consulta o como prueba».

## Características básicas
Tradicionalmente, el medio de un documento era el papel y la información era ingresada a mano, utilizando tinta (esto es lo que se denomina hacer un manuscrito) o por un proceso mecánico (mediante una máquina de escribir, o utilizando una impresora láser).
Desde el punto de vista de la informática, es un archivo, pero con determinados atributos, ya que contiene datos textuales o gráficos creados por el usuario con su computadora –o dispositivo móvil, por ejemplo– mediante un programa. El archivo recibe un nombre y un formato para guardarlo en un directorio, subdirectorio o carpeta previamente asignado en la unidad de almacenamiento. Es posible volver a abrirlo cuando se necesite acceder a su contenido, ya sea para imprimirlo, modificarlo o eliminarlo. Es mucho más frecuente decirle solamente archivo.
Todo objeto material que porte, registre o fije, en sí, información, es decir, el conjunto formado por el contenedor con su contenido; con el objetivo de conservar y transmitir dicha información en el dominio del espacio y del tiempo a fin de ser utilizada como instrumento jurídico o probativo, testimonio histórico, etc.
Toda fuente de información registrada sobre cualquier soporte, sea un disco compacto (CD), un disco versátil digital (DVD), papel, papiro o incluso una piedra o trozo de madera. Los documentos pueden clasificarse de acuerdo a:
- Al soporte material usado para consignar la información.
- A las características informaciones que conlleva.

### Características del soporte material
En cuanto a la naturaleza de los documentos pueden ser textuales y no textuales.
- Textuales: son los documentos que contienen información escrita sobre un soporte que es el papel.
- No textuales: son los documentos que aunque pueden contener información escrita; sin embargo, lo más importante es que suelen emplear otros tipos de soportes diferentes al papel porque están hechos para verse, oírse y manipularse.

### Características de información
Son características que tienen que ver con el carácter informativo. Las características intelectuales son el contenido, la finalidad, el tema, etc. Podemos hacer la siguiente clasificación: documentos primarios, secundarios, y terciarios.
Los documentos primarios son aquellos que contienen información original del autor/a y no han pasado por ninguna clase de tratamiento (libros, tesis doctorales, revistas, periódicos, boletines, actas de congresos). Los documentos secundarios son resultado de aplicar tratamiento a los documentos primarios (por ejemplo, bibliografías, índices, catálogos, revistas de resúmenes). Los documentos terciarios son resultado de aplicar tratamiento a los documentos secundarios, aunque algunos autores los definen como reproducciones mecánicas (fotocopias).

## Tipos de documentos
Algunos tipos de documentos más comúnmente conocidos son:

### Documento acéfalo
Se refiere a un documento que carece de data y de autor.

### Documento activo
Es un tipo de documento conservado en archivos administrativos usado habitualmente en el ejercicio de la actividad del organismo que lo ha generado o recibido.

### Documento de archivo
Documento archivístico es toda expresión testimonial, en cualquier lenguaje, forma o soporte (forma oral o escrita, textual o gráfica, manuscrita o impresa, en lenguaje natural o codificado, en cualquier soporte documental así como en cualquier otra expresión gráfica, sonora, en imagen o electrónica), generalmente en ejemplar único, (aunque puede ser multicopiado o difundido en imprenta).
Francisco Fuster

### Documento público
Desde un punto de vista del Derecho, es «un documento que tiene legal y jurídicamente la cualidad de poder establecer un hecho cualquiera.»